# All That Jazz (film)
All That Jazz is een Amerikaanse musicalfilm uit 1979 met onder meer Roy Scheider, Jessica Lange en John Lithgow. De film won de Gouden Palm op het Filmfestival van Cannes in 1980. De film won ook vier Oscars en twee BAFTA's.
Deze semiautobiografische film van Bob Fosse werd geïnspireerd door een hectische periode in Fosses leven in 1975 waarin hij zijn film Lenny aan het monteren was terwijl hij tegelijkertijd de musical Chicago aan het choreograferen en regisseren was. De titel van de film is ontleend van het nummer All That Jazz uit Chicago.
Roy Scheider speelt Joe Gideon, het personage gebaseerd op Bob Fosse, terwijl Audrey Paris (Leland Palmer) was geïnspireerd door Fosses vrouw Gwen Verdon en Davis Newman (Cliff Gorman) gebaseerd was op de hoofdrolspeler van Lenny, Dustin Hoffman. Ook andere personages in de film waren gebaseerd op mensen uit Fosses leven.
In 2001 werd de film uitverkozen voor conservering en archivering door het National Film Registry van de Amerikaanse Library of Congress. De film werd in 2003 op dvd uitgebracht met commentaar van Roy Scheider en interviews met Scheider en Fosse. In 2006 stond de film op nummer 14 in de American Film Institute-lijst van beste Amerikaanse musicalfilms.

## Verhaal
Regisseur en choreograaf Joe Gideon (Roy Scheider) is tegelijkertijd bezig met de montage van zijn nieuwste film en de voorbereidingen voor een nieuwe Broadwaymusical. Hij is aan het eind van zijn Latijn maar houdt zich op de been met pillen, sigaretten en alcohol. Als hij getroffen wordt door een hartaanval, ziet hij zijn leven aan zich voorbijgaan.

## Hoofdrolspelers
| Acteur            | Personage       |
| ----------------- | --------------- |
| Roy Scheider      | Joe Gideon      |
| Jessica Lange     | Angelique       |
| Leland Palmer     | Audrey Paris    |
| Ann Reinking      | Kate Jagger     |
| Cliff Gorman      | Davis Newman    |
| Ben Vereen        | O'Connor Flood  |
| Erzsebet Foldi    | Michelle Gideon |
| Michael Tolan     | Dr. Ballinger   |
| Max Wright        | Joshua Penn     |
| William LeMassena | Jonesy Hecht    |
| Deborah Geffner   | Victoria Porter |
| John Lithgow      | Lucas Sergeant  |

## Prijzen en nominaties
- Oscar voor beste film (nominatie)
- Oscar voor beste acteur, Roy Scheider (nominatie)
- Oscar voor beste regisseur, Bob Fosse (nominatie)
- Oscar voor beste oorspronkelijke scenario (nominatie)
- Oscar voor beste camerawerk (nominatie)
- Oscar voor beste decors (winnaar)
- Oscar voor beste montage (winnaar)
- Oscar voor beste oorspronkelijke muziek (winnaar)
- Golden Globe voor beste acteur in een muziekfilm of komedie, Roy Scheider (nominatie)
- BAFTA voor beste acteur in een hoofdrol, Roy Scheider (nominatie)
- BAFTA voor beste kostuumontwerp (nominatie)
- BAFTA voor beste productieontwerp (nominatie)
- BAFTA voor beste geluid (nominatie)
- BAFTA voor beste camerawerk (winnaar)
- BAFTA voor beste montage (winnaar)
- Gouden Palm (winnaar), gedeeld met Kagemusha
- Eddie voor beste gemonteerde film (winnaar)
- Bodil voor beste niet-Europese film (winnaar)

## Wetenswaardigheden
- Shirley MacLaine beweerde dat zij het idee voor All That Jazz bedacht nadat Bob Fosse met een hartaanval in het ziekenhuis was opgenomen.